# Souhvězdí Persea
Souhvězdí Persea je jedním ze 48 souhvězdí uvedených v díle řeckého astronoma Ptolemaia ze 2. století našeho letopočtu a současně jedním z 88 moderních souhvězdí. Nachází se severně od nebeského rovníku. Jméno souhvězdí vychází z řecké mytologie. Perseus, po němž je pojmenováno, byl jedním ze synů boha Dia a manželem etiopské princezny Andromedy. Se dvěma souhvězdími z řecké mytologie na obloze sousedí, a to se souhvězdím Kasiopeji na severu a souhvězdím Andromedy na západě. Kromě nich také se souhvězdím Trojúhelníku na západě, se souhvězdím Berana a Býka na jihu, souhvězdím Vozky na východě a souhvězdím Žirafy na severu.
Souhvězdím prochází rovina Mléčné dráhy, vzdálenější části souhvězdí jsou ale většinou zakryty molekulárními mračny. Nejjasnější hvězdou je žlutobílý veleobr Mirfak s hvězdnou velikostí 1,79m. Mirfak a mnoho okolních hvězd je součástí rozptýleného hvězdného seskupení Melotte 20. Nejznámější hvězdou souhvězdí je Algol. Je jedinou proměnnou hvězdou, kterou znali starověcí astronomové, kteří ji nazývali Ras al Ghul čili „ďáblova hlava“. Je zákrytovou dvojhvězdou a jsou po ní pojmenovány proměnné hvězdy typu Algol. Dalším zajímavým hvězdným systémem je dvojhvězda X Persei, jejíž složkou je neutronová hvězda. GK Persei je nova, která v roce 1901 dosáhla hvězdné velikosti 0,2m. Dvě otevřené hvězdokupy s označením Chí a h Persea se na obloze nacházejí v těsné blízkosti a byly známé již starověkým čínským astronomům. Souhvězdí dalo jméno kupě galaxií v Perseovi, která leží ve vzdálenosti kolem 250 miliónů světelných let od Země. Nachází se zde také radiant jednoho z nejznámějších meteorických rojů, Perseid.

## Popis

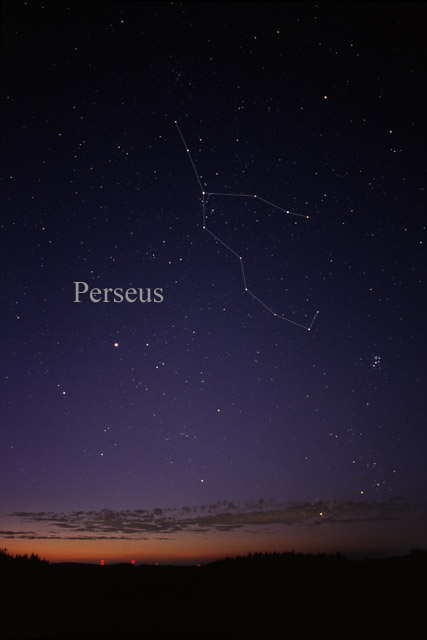
Souhvězdí Persea viditelné pouhým okem

Souhvězdí obsahuje 90 hvězd do 6. magnitudy.
Má rozlohu 615 čtverečných stupňů, čímž se v rámci 88 souhvězdí hvězdné oblohy řadí rozlohou na 24. místo. Na jihu hraničí se souhvězdím Berana a Býka, na východě se souhvězdím Vozky, na severu se souhvězdím Kasiopeji a Žirafy a na západě se souhvězdím Andromedy a Trojúhelníku. Třípísmenná zkratka souhvězdí, ve znění přijatém Mezinárodní astronomickou unií v roce 1922, je „Per“. Oficiální hranice souhvězdí, jak je vyznačil Eugène Delporte v roce 1930, jsou vymezeny polygonem šestadvaceti segmentů. V rovníkových souřadnicích je jeho nejzazší rektascenze mezi 01h 29,1m a 04h 51,2m, zatímco jeho mezní deklinace je 30,92° a 59,11°. Obrazec souhvězdí Persea tvoří 19 hvězd. Ve střední Evropě je souhvězdí o půlnoci nejvýše na obloze počátkem listopadu.

## Zajímavé objekty

### Hvězdy

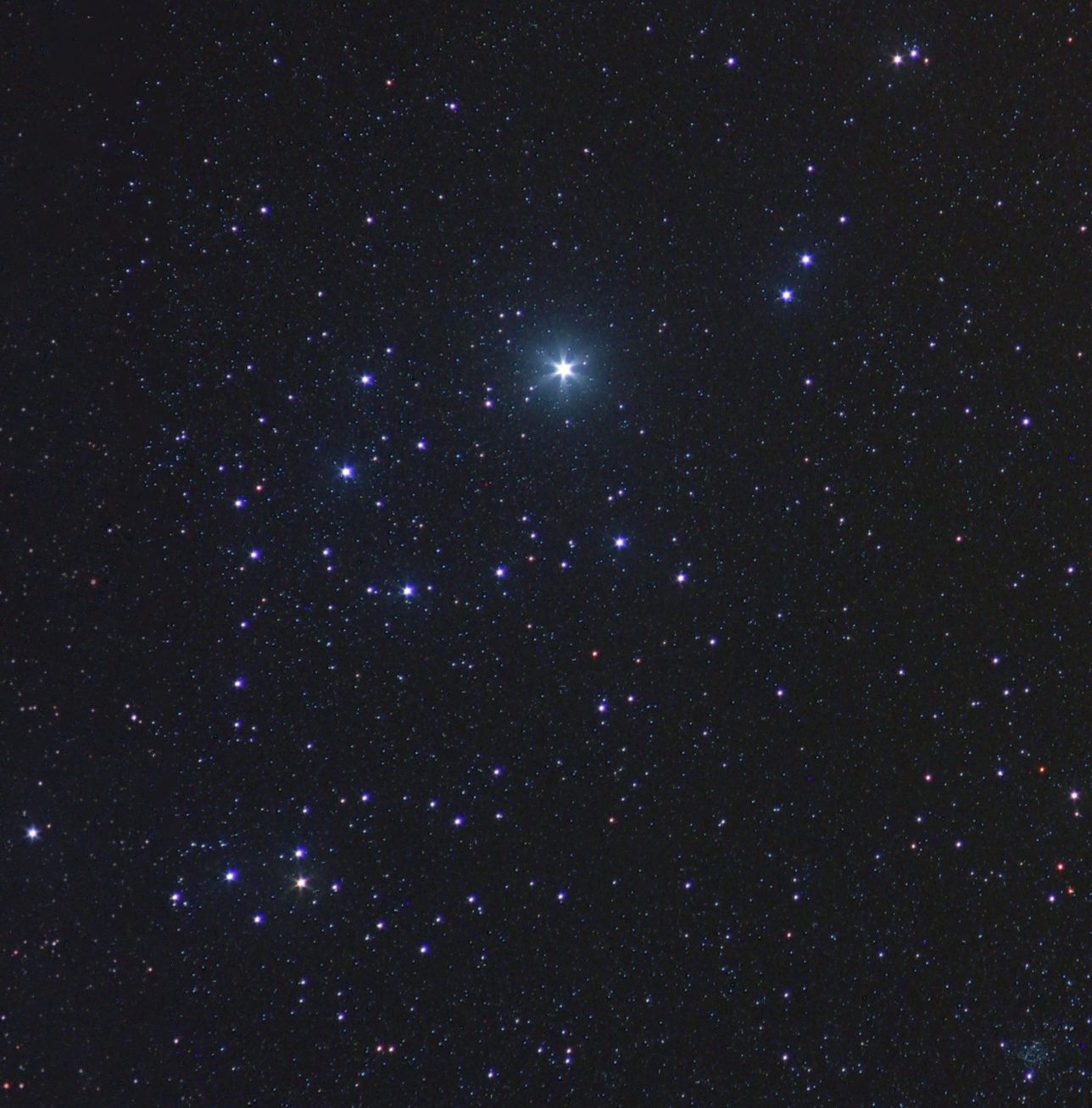
α Persei a otevřená hvězdokupa Melotte 20 na amatérském snímku

β Persei (Algol, arabsky رأس الغول‎, Ras al-Ghul čili „ďáblova hlava“, v Bayerově označení Beta Persei - β Per) je jednou z nejpozoruhodnějších hvězd oblohy. V řecké mytologii je hvězda součástí hlavy Gorgony Medúzy, kterou Perseus drží v ruce. V hebrejštině byla nazývána Rosh ha Satan, „Satanova hlava“. Nachází se ve vzdálenosti 92,8 světelných let od Země, její jasnost se mění mezi 3,5m až 2,3m v periodě 2,867 dne (2 dny 20 hodin 48 minut). Algol je zákrytovou dvojhvězdou a jsou po ní pojmenovány proměnné hvězdy typu Algol. Patří k ní ještě třetí hvězda, ve skutečnosti se tedy jedná o trojhvězdu. Nejjasnějším členem tohoto systému je modrobílá hvězda hlavní posloupnosti spektrálního typu B8V, přibližně 3,5krát hmotnější a 180krát jasnější než Slunce. Slabší složkou je oranžový podobr spektrálního typu K0IV, který již opustil hlavní posloupnost, začal se ochlazovat a zvětšil svůj poloměr na 3,5násobek Slunce. Hvězda má 4,5krát větší jasnost než Slunce a 80 procent jeho hmotnosti. Hvězdy od sebe dělí vzdálenost pouhých 0,05 astronomických jednotek (AU), tedy pět procent vzdálenosti mezi Zemí a Sluncem; hlavní pokles jasnosti dvojhvězdy vzniká, když větší a méně jasná hvězda přechází před jasnější a menší hvězdou. Třetí složkou je hvězda hlavní posloupnosti spektrálního typu A7, která se nachází v průměrné vzdálenosti 2,69 AU od ostatních dvou hvězd.
α Persei (Mirfak (arabsky „loket“), Algenib (arabsky „bok“), Alfa Persei) je nejjasnější hvězdou souhvězdí se zdánlivou hvězdnou velikostí 1,79m. Tento veleobr spektrálního typu F5Ib se nachází 590 světelných let od Země, je 5 000krát jasnější a má 42násobek průměru Slunce. Je také nejjasnější hvězdou otevřené hvězdokupy Melotte 20, do které patří mnoho dalších jasných hvězd v okolí Mirfaku. Patří sem například sousední jasné Be hvězdy Delta Persei (δ Per) o jasnosti 3,0m, Psí Persei (ψ Per) s magnitudou 4,3m, a 48 Persei (4,0m), dále ke hvězdokupě patří Epsilon Persei (proměnná typu Beta Cephei o jasnosti 2,9m) a hvězdy 29 (5,2m), 30 (5,5m), 31 (5,0m) a 34 Persei (4,7m). Ióta Persei (ι Per, 4,05m) byla v minulosti považována za člena hvězdokupy, ale nachází se ve vzdálenosti pouhých 34 světelných let od Země, tedy mnohem blíže než samotná hvězdokupa. Tato hvězda je podobná našemu Slunci a má 2,2násobek jeho svítivosti. Jedná se o žlutou hvězdu hlavní posloupnosti spektrálního typu G0V. Přes rozsáhlé pátrání se u ní nepodařilo najít planety.
ζ Persei (Zéta Persei) je s magnitudou 2,86m třetí nejjasnější hvězdou souhvězdí. Tato modrobílá obří hvězda je vzdálena přibližně 750 světelných let od Země, má poloměr 26 až 27krát slunečního průměru a proti Slunci má 47tisíckrát větší svítivost. Je nejjasnějším členem hvězdné asociace Perseus OB2. Tato OB asociace obsahuje mladé horké hvězdy spektrálních tříd O a B, které jsou staré pouhých několik milionů let, a některé otevřené hvězdokupy a mlhoviny v jižní části souhvězdí Persea, vše v prostoru o průměru asi 200 světelných let. Se vzdáleností okolo 1000 světelných let od Země patří Perseus OB2 k jejím nejbližším hvězdným asociacím. Zéta Persei je trojhvězda, slabší složka je modrobílá hvězda hlavní posloupnosti spektrálního typu B8 a hvězdné velikosti 9,16m, nacházející se ve vzdálenosti přibližně 3 900 AU od hlavní hvězdy, a třetí je bílá hvězda hlavní posloupnosti hvězdné velikosti 9,90m a spektrálního typu A2, ve vzdálenosti 50 tisíc AU, která je k předchozím dvěma hvězdám gravitačně vázána buď slabě nebo vůbec.
X Persei je dvojhvězda, která patří do asociace Perseus OB2 a jejíž jednou složkou je horká jasná hvězda a druhou je neutronová hvězda. Se zdánlivou hvězdnou velikostí 6,72m je  příliš slabá, aby mohla být pozorována pouhým okem i za dokonalých světelných podmínek. Dvojhvězda je zdrojem rentgenového záření a je pravděpodobné, že jasnější hvězda ztratila podstatnou část své hmoty.
ο Persei (Omikron Persei) byla původně také považována za člena hvězdné asociace Perseus OB2. Tato spektroskopická dvojhvězda zdánlivé hvězdné velikosti 3,83m je tvořena dvěma modrobílými hvězdami: modrobílý obr spektrální třídy B1,5 a hvězda hlavní posloupnosti spektrální třídy B3 kolem společného těžiště oběhnou jednou za 4,5 dne a díky jejich vzájemné blízkosti mají obě hvězdy pravděpodobně eliptický tvar. Kolem hvězd obíhá ještě třetí hvězda, o které je jen málo poznatků. Při odhadované vzdálenosti 1 475 světelných let od Země jsou však tyto hvězdy příliš vzdáleny od středu hvězdné asociace Perseus OB2, aby byly jejími členy.
GRO J0422+32 (V518 Persei) je další zdrojem rentgenového záření v souhvězdí Persea. Skládá se ze dvou složek, jednou je červený trpaslík spektrálního typu M4.5V, který obíhá kolem záhadně hustého a těžkého objektu - pravděpodobně kolem černé díry - s periodou 5,1 hodiny. Systém je rentgenovou novou, vykazuje totiž pravidelná zjasnění v oboru rentgenového záření elektromagnetického spektra. Pokud systém skutečně obsahuje černou díru, byla by to černá díra s nejmenší známou hmotností. Další výzkum z roku 2012 udává hmotnost 2,1násobku Slunce, což vyvolává pochybnosti o povaze objektu, na černou díru by totiž měl příliš malou hmotnost.
AG Persei je proměnnou hvězdou typu Algol. Jasnější složkou je hvězda hlavní posloupnosti spektrální třídy B se zdánlivou hvězdnou velikostí 6,69m.
φ Persei (Fí Persei) je další zajímavá dvojhvězda, přestože se její složky navzájem nezakrývají. Jasnější složka je Be hvězdou spektrálního typu B0,5, mladou rychle rotující obří hvězdou se závojem v rovníkové oblasti. Slabší hvězda je možná pozůstatkem hvězdy a její spektrum se podobá podtrpaslíkům spektrálního typu O.
GK Persei, též známá jako Nova Persei 1901, je jasná nova, která byla objevena na obloze mezi hvězdami Algol a Delta Persei. Objevil ji skotský amatérský astronom Thomas David Anderson 21. února 1901 a dosáhla maximální jasnosti 0,2m, tedy téměř jasnosti Capelly či Vegy. Třicet let po dosažení maximální jasnosti měla hvězdnou velikost 13m.
ξ Persei (Ksí Persei), známá též pod tradičním pojmenováním Menkib, je modrým obrem spektrálního typu O7III a s povrchovou teplotou 37 500 K tak mezi jasnými hvězdami na obloze patří k těm nejžhavějším. Má hmotnost asi 26 až 32násobku Slunce a svítivost 330 000krát větší než Slunce.
ρ Persei (Ró Persei), tradičně nazývaná Gorgonea Tertia, mění svou jasnost podobně jako Algol, ale změna jasu je způsobená pulsacemi hvězdy. Je v pokročilé fázi hvězdného vývoje, červeným obrem, který ve druhém kroku zvětšil svůj poloměr na více než 150násobek slunečního. Helium se v něm fúzí mění na těžší prvky a její jádro je složeno z uhlíku a kyslíku. Je polopravidelnou proměnnou hvězdou typu Mý Cephei, její zdánlivá velikost se pohybuje mezi 3,3m a 4,0m s periodou 50, 120 a 250 dní.
Dvojitá hvězdokupa obsahuje tři ještě větší hvězdy, každá má přes 700 poloměrů Slunce: S, RS a SU Persei jsou polopravidelní červení veleobři. Tyto hvězdy nejsou viditelné pouhým okem; SU Persei je z nich nejjasnější, má zdánlivou velikost 7,9m, a proto je viditelná triedrem.
AX Persei je další dvojhvězda; její hlavní složkou je červený obr v pokročilé fázi hvězdného vývoje, který přesouvá materiál do akrečního disku kolem menší hvězdy. Tento hvězdný systém je jednou z mála zákrytových symbiotických dvojhvězd, je ale neobvyklé, že slabší hvězda není bílý trpaslík, nýbrž hvězda spektrálního typu A.
DY Persei je proměnná hvězda, která je prototypem proměnných hvězd typu DY Persei, což jsou na uhlík bohaté proměnné hvězdy typu R Coronae Borealis, které vykazují podobnou proměnnost jako hvězdy asymptotické větve obrů. DY Persei je uhlíková hvězda, která je příliš slabá na pozorování triedrem, protože je hvězdné velikosti 10,6m.
U sedmi hvězd v souhvězdí Persea byly objeveny planety. V718 Persei je hvězda v mladé otevřené hvězdokupě IC 348, která je pravidelně zastíněna obří planetou každých 4,7 let. Bylo zjištěno, že se jedná o objekt s hmotností maximálně 6krát větší než Jupiter s poloměrem oběžné dráhy 3,3 AU.

### Objekty hlubokého vesmíru
Souhvězdím Persea prochází galaktická rovina Mléčné dráhy, ale je mnohem méně zřetelná než v jiných částech oblohy, protože je většinou zastíněna molekulárními mračny. Rameno Persea je spirálním ramenem Mléčné dráhy a oblohou prochází od souhvězdí Kasiopeji přes souhvězdí Persea a Vozky do souhvězdí Blíženců a Jednorožce. Tato oblast se z pohledu Země nachází na okraji Galaxie.

#### Otevřené hvězdokupy

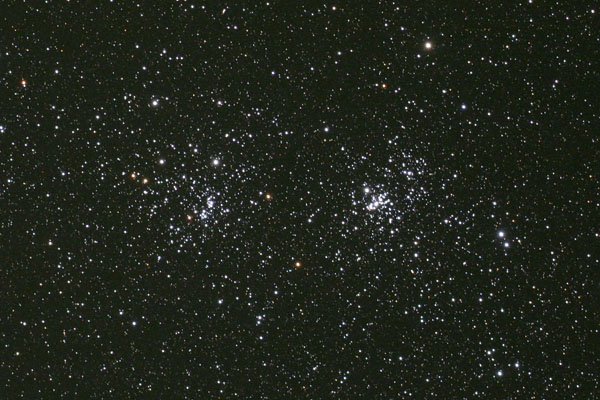
Dvojitá hvězdokupa (NGC 869 a NGC 884)

NGC 869 a NGC 884, známé také pod označením Chí a h Persei, nebo souhrnně Dvojitá hvězdokupa, jsou dvě otevřené hvězdokupy, které se nachází v ramenu Persea, jsou snadno viditelné pouhýma očima a triedr nebo malý dalekohled je dokážou alespoň částečně rozložit na jednotlivé hvězdy. Leží ve vzdálenosti více než 7 000 světelných let od Země a od sebe jsou vzdáleny několik set světelných let. Dvojitá hvězdokupa byla poprvé pozorována během vlády čínského krále Tsung-K'anga, který vládl během Sia dynastie v letech 2858 - 2146 před naším letopočtem. Obě hvězdokupy mají jasnost 4m a úhlový průměr 0,5 stupně. Dle Trumplerovy klasifikace hvězdokup jsou obě hvězdokupy třídy I 3 r, ovšem NGC 869 je dle Shapleyovy klasifikace hvězdokup třídy F a NGC 884 je podle stejné klasifikace třídy E. Dle těchto klasifikací jsou tedy obě hvězdokupy poměrně bohaté na hvězdy a NGC 869 je z této dvojice bohatší hvězdokupou. Obě hvězdokupy výrazně vystupují na okolním hvězdném poli a mají jasné zhuštění k jejich středu. Nejvýraznější hvězdy, kterých je více než 100 v každé hvězdokupě, mají široký rozsah jasností.
Melotte 20 je OB asociace známá také pod označením Perseus OB3. Tvoří ji výše zmíněná hvězda Mirfak a jí blízké hvězdy.
M34 je otevřená hvězdokupa o jasnosti 5,5m ve vzdálenosti přibližně 1500 světelných let od Země. Obsahuje okolo stovky hvězd rozptýlených v zorném poli větším než měsíční úplněk. M34 je za příznivých podmínek viditelná i pouhým okem, ale nejlépe je pozorovatelná dalekohledem s malým zvětšením.
IC 348 je poněkud mladší otevřená hvězdokupa, kterou ještě můžeme spatřit uvnitř zárodečné mlhoviny, v níž vznikly její hvězdy. Nachází se přibližně 1 027 světelných let od Země, její stáří je asi 2 miliony let a obsahuje mnoho hvězd s protoplanetárními disky. Díky jejímu malému stáří v ní bylo objeveno mnoho hnědých trpaslíků. Hnědí trpaslíci s věkem chladnou, proto je snadnější objevit je v mladých hvězdokupách.

#### Mlhoviny

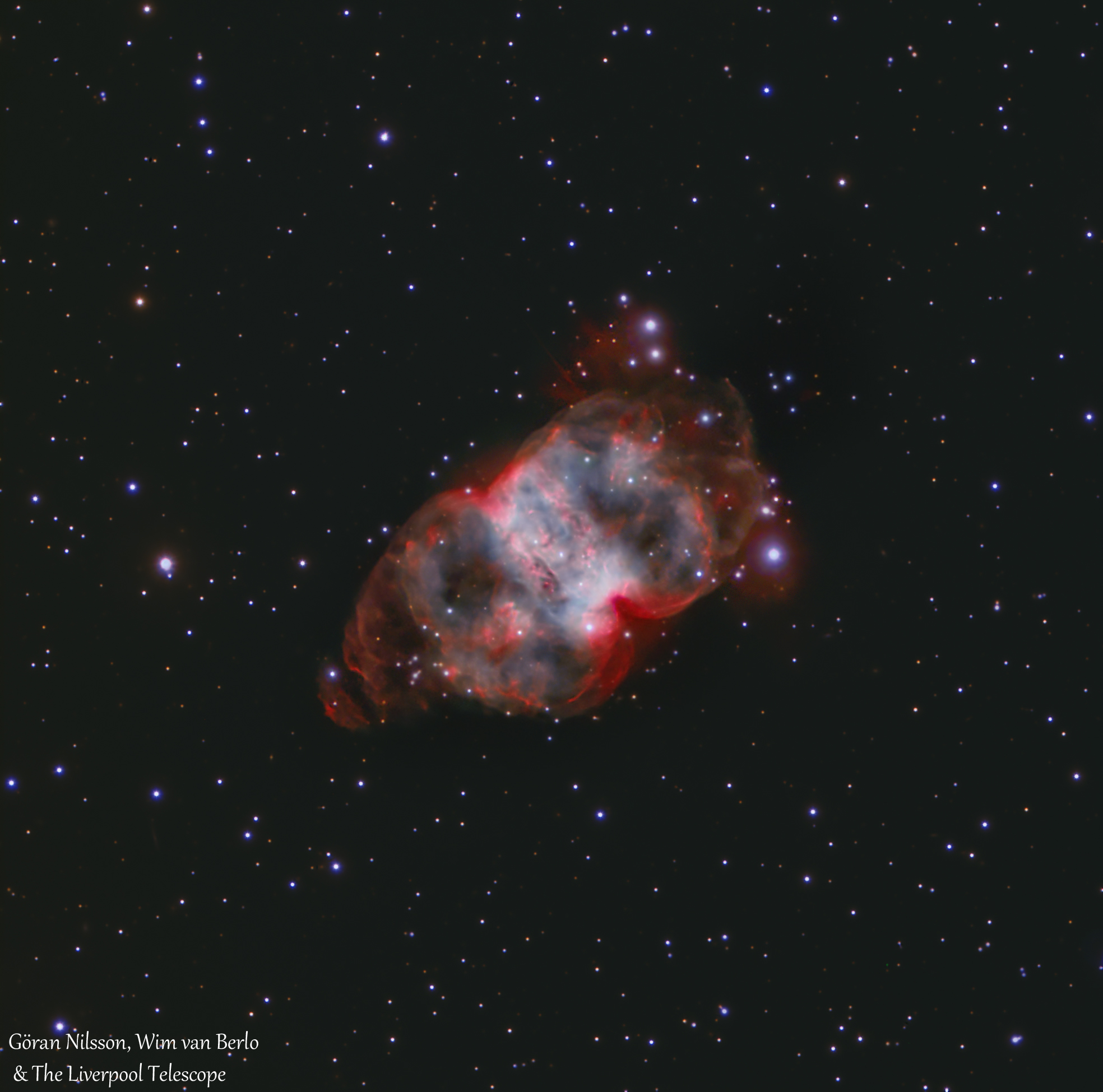
Mlhovina M76 na snímku z dalekohledu o průměru 2 m.

M76 je planetární mlhovina, také zvaná Malá činka. Má úhlové rozměry 2 × 1' a jasnost 10,1m.
Mlhovina Kalifornie (NGC 1499) je emisní mlhovina a HII oblast, kterou objevil v letech 1884-85 americký astronom Edward Emerson Barnard. Je velmi obtížné ji pozorovat vizuálně, protože má nižší povrchovou jasnost než většina ostatních emisních mlhovin.
NGC 1333 je reflexní mlhovinou a hvězdotvornou oblastí.
V souhvězdí Persea se též nachází obří molekulární mračno, nazývané Perseovo molekulární mračno; patří k ramenu Orionu a je známé malou četností vzniku hvězd ve srovnání s podobnými molekulárními mračny.

#### Galaxie
NGC 1023 je spirální galaxie s příčkou o velikosti 10,35m, vzdálená zhruba 11,6 milionu parseků (38 miliónů světelných let) od Země. Je hlavním členem skupiny galaxií NGC 1023 a pravděpodobně je gravitačně ovlivňována jinou galaxií.

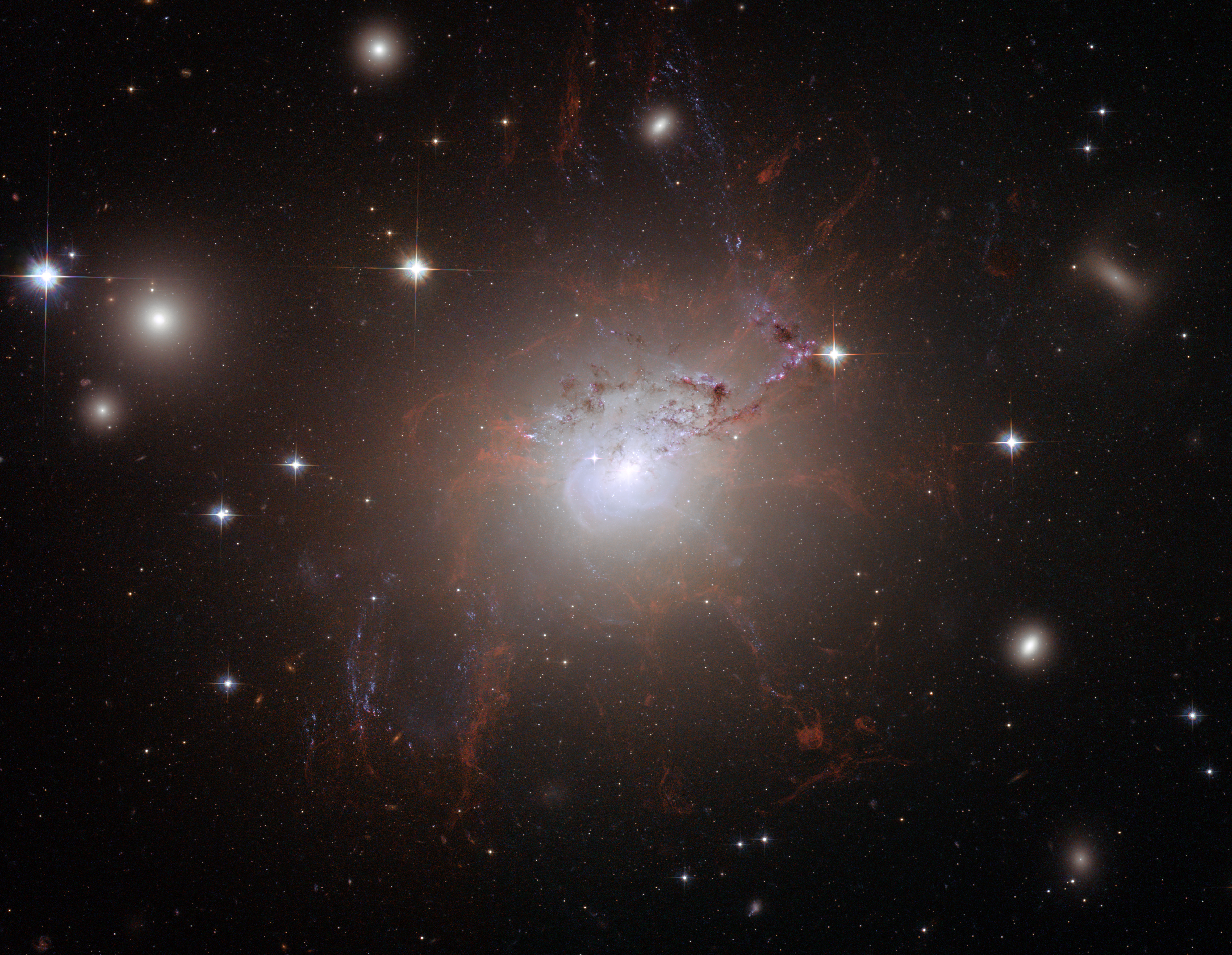
Galaxie NGC 1275 na fotografii z Hubbleova vesmírného dalekohledu

NGC 1275 je ústředním členem kupy galaxií v Perseovi (Abell 426), která se nachází asi 76,7 milionu parseků (250 miliónů světelných let) od Země. S rudým posuvem 0,0179 je tato kupa jednou z nejbližších kup galaxií. NGC 1275 je Seyfertovou galaxií s aktivním jádrem a s centrální černou dírou, která vytváří proudy materiálu, obklopující galaxii oblastmi horkého plynu. Černá díra v jádru galaxie generuje zvukové vlny, které se hudební terminologii dají vyjádřit jako nota B, která je o 57 oktáv níž než C1. Galaxie je typu cD, tj. obří eliptickou galaxií ve středu bohaté kupy galaxií, a během své existence pohltila mnoho okolních galaxií, jejichž zbytky ji obklopují. Je též velice silným zdrojem rádiových vln.
NGC 1260 je buď čočkovou nebo spirální galaxií s těsně svinutými rameny. Také je členem kupy galaxií v Perseovi. V galaxii vybuchla supernova SN 2006gy, jedna z nejjasnějších známých supernov.

### Meteorické roje
V souhvězdí Persea má radiant jeden z nejvýznamnějších každoročních meteorických rojů, Perseidy. Objevují se od poloviny července, nejvyšší aktivitu mají mezi 9. a 14. srpnem, a jsou pozorovány již 2 tisíce let. Jejich mateřskou kometou je kometa Swift-Tuttle. V září vrcholí Epsilon Perseidy, objevené v roce 2012. Jsou meteorickým rojem s neznámým mateřským objektem v Oortově oblaku.

## Mytologie a historie

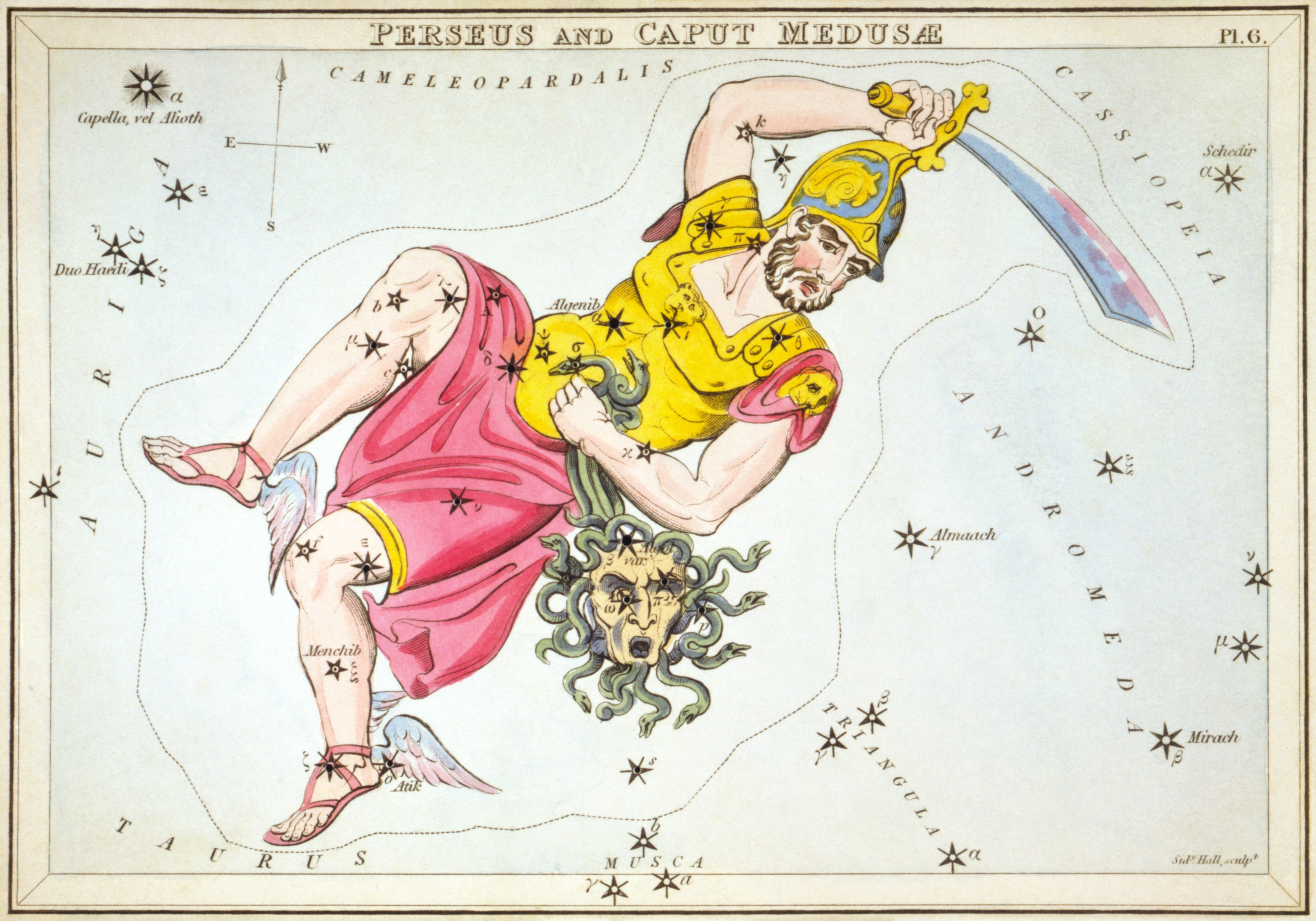
Souhvězdí Persea s hlavou Gorgony Medúzy ve hvězdném atlasu Urania Minor z roku 1825

Souhvězdí Persea představuje v babylonské mytologii pravděpodobně souhvězdí Starého muže (ŠU-GI nebo Enmešara), tajemné laskavé šedovousé postavy stvořitele, o které se zmiňují babylonské klínopisné tabulky MUL.APIN, pocházející z doby přibližně 1000 let před naším letopočtem.
Název souhvězdí Persea má původ v řecké mytologii, podobně jako názvy mnoha dalších souhvězdí severní oblohy. Perseus byl bájný řecký hrdina a tuto část oblohy jeho jménem označil Klaudios Ptolemaios ve 2. století našeho letopočtu. Po postavách Perseova příběhu je pojmenováno i několik dalších souhvězdí, které se nachází nedaleko souhvězdí Persea. Jsou to Perseova manželka Andromeda (souhvězdí Andromedy), etiopský král Kéfeus (souhvězdí Cefea) a královna Kassiopeia (souhvězdí Kasiopeji), okřídlený kůň Pegas (souhvězdí Pegase) a mořská příšera (souhvězdí Velryby). Některé hvězdné atlasy z první poloviny 19. století zobrazují Persea, jak v ruce drží hlavu Medúzy, a souhvězdí je v nich pojmenováno jako Perseus a hlava Medúzy (lat. Perseus et Caput medusae). Takové pojmenování se ale nevžilo.
Čínští astronomové v oblasti oblohy, kterou zaujímá souhvězdí Persea, tradičně rozlišovali čtyři souhvězdí patřící do třetího domu („Břicha“,胃宿, Wej-siou) západního kvadrantu oblohy (zvaného „Bílý tygr Západu“). Tchien-čchuan (天船, „Nebeský člun“) symbolizoval lodě stavěné při záplavách. Zahrnoval hvězdy ze severní části souhvězdí Persea, to jest Mý, Delta, Psí, Alfa, Gama a Eta Persei. Ťi-šuej (積水, „Rozvodněné vody“) Číňané spojovali s neobvykle vysokými záplavami koncem srpna a začátkem září na začátku povodňové sezóny. Ležely v nich Lambda a možná Mý Persei. Ta-ling (大陵, „Velká mohyla“) byla mohyla, v níž byli pohřbeni zločinci, obvykle popravovaní v srpnu. Souhvězdí tvořily hvězdy Kappa, Omega, Ró, 24, 17 a 15 Persei. Hromadu ještě nepohřbených mrtvol reprezentovala hvězda Ťi-š’ (積屍, Algol). Zvláštní význam měl v čínské astronomii shluk dvou hvězdokup, h a Chí Persei. Jmenovaly se Si a Che a připomínaly dva astronomy, kteří roku 2159 př. n. l. nedokázali předpovědět úplné zatmění Slunce, za což byli popraveni.